# Vila de Rei
Vila de Rei est une municipalité (en portugais : concelho ou município) du Portugal, située dans le district de Castelo Branco et la région Centre.

## Géographie
Vila de Rei est limitrophe :
- au nord, de Sertã,
- à l'est, de Mação,
- au sud, de Sardoal et Abrantes
- à l'ouest, de Ferreira do Zêzere.

## Démographie
| 1801  | 1849  | 1900  | 1930  | 1960  | 1981  | 1991  | 2001  | 2011  |
| ----- | ----- | ----- | ----- | ----- | ----- | ----- | ----- | ----- |
| 3 489 | 6 742 | 6 781 | 7 399 | 7 568 | 4 654 | 3 687 | 3 354 | 3 452 |

## Subdivisions
La municipalité de Vila de Rei groupe 3 freguesias :
- Fundada
- São João do Peso
- Vila de Rei